# Lomamyia texana
Lomamyia texana là một loài côn trùng trong họ Berothidae thuộc bộ Neuroptera. Loài này được Banks miêu tả năm 1897.